# 木下典明
木下 典明（きのした のりあき、1982年12月29日 - ）は、大阪府豊中市出身の元アメリカンフットボール選手。
立命館大学経営学部卒業。愛称は「ノリ」。40ヤード走4秒4の俊足を持つ。兄は同じオービックシーガルズ所属していた木下善仁。
2005年以降、NFLとの選手契約を目指して活動した。NFLヨーロッパや2007年のアトランタ・ファルコンズキャンプ参加の実績から、「NFLに最も近い日本人」と呼ばれた。
2008年は外国人練習生(IPS)としてファルコンズにキャンプに帯同した。

## 略歴

### 大学以前
兄・善仁の影響も受け、小学1年からチェスナットリーグのチームの一つである池田ワイルドボアーズ（同チームの活動休止後は千里ファイティング・ビーとワイルド・ボワーズの中学生が合体したワイルド・ビー）でプレーする。大阪産業大学附属高等学校入学し本格的にアメリカンフットボールを始める。当初のポジションはWR、高校3年の時には1年先輩の高田鉄男（立命館大学 → 松下電工（現パナソニック））の後を継ぎQBを務め、DBも兼任する。2年次と3年次にはクリスマスボウルを制して高校日本一となり、3年生での第31回大会（2000年）では最優秀バックス賞である三隅賞を獲得する。

### 大学時代
2001年に立命館大学に入学。WRにコンバートされ、1年生から試合出場。2年生時の2002年には立命館大学パンサーズの4年振りのリーグ戦優勝、甲子園ボウル優勝、初のライスボウル制覇に貢献。特に秋の関西学院大学ファイターズ戦での91ヤードのタッチダウンパスレシーブは、彼のクイックネス・スピードを存分に見せつけたものであった。この年度の関西学生リーグ最優秀スペシャルチーム賞を受賞している。3年時は怪我で前年を上回る活躍はできなかったが、同校のライスボウル2連覇に貢献する。4年時は関学戦でQBとして起用されたものの、1年の関学戦以来の公式戦敗戦を喫する。しかし、関学が続く京大戦に敗れて優勝はプレーオフに持ち越され、プレーオフの関学戦では2TDパスレシーブに、オーバータイムに入ってからのQB起用でTDを奪う等の活躍でチームをリーグ戦3連覇に導いた。続く第57回甲子園ボウルでも2つのTDパスレシーブ等で3連覇に貢献し、年間最優秀選手・ミルズ杯と甲子園ボウルMVPの両方を受賞し、名実とも学生を代表する選手となった。3年連続優勝を狙った第58回ライスボウルでは強力な守備を誇る松下電工インパルスに敗れたものの、第4Qに97ヤードのキックオフリターンTDを奪い、存在感を示した。

### 大学以後
立命館大学卒業後の2005年、NFLヨーロッパのアムステルダム・アドミラルズに入団した。1年目はNFLヨーロッパのレベルについていけず、レシーバーとしての評価は低いものだった。その年の秋アメリカで武者修行を積み、翌2006年、再びNFLヨーロッパに挑むが、アドミラルズのレシーバーでは3, 4番手の評価にとどまっている。しかし、リターナーとしては開幕戦でパントリターンTDを挙げたのをはじめ、スペシャルチーム部門で2006年のオールNFLヨーロッパに選出された。この頃から「NFLに最も近い日本人」と評されるようになる。2007年シーズンはフィジカル面では向上したものの、簡単なパスを落とす場面が目立ち、加えて3年目であるにも関わらず、自他共に認める「英語アレルギー（＝勉強嫌い）」も懸念されたが、パントリターンでリーグ1位など、前年を上回る成績で2年連続でオールNFLヨーロッパに選出。更にNFLアトランタ・ファルコンズへのキャンプ参加が決まり、NFLへ挑戦する道が開けた形となった。しかしプレシーズンマッチでは出場機会を得られず最終選考でカットされた。本人は「決して戦えない世界ではない」とコメントし翌シーズンの再挑戦を示唆した。
2008年、NFLヨーロッパが前年度で終了したこともあり、木下はNFLの外国人練習生制度、IPS (International Practice Squad) の選考キャンプに参加、日本人で初めてIPSメンバーに選出された。前年と同じくアトランタ･ファルコンズのキャンプに参加のため渡米し、練習生としてシーズン終了までチームに帯同した。練習生からのロースター契約はできないため、2009年以降のNFL入りを見据えてのものである。
2009年のノートルダム・ジャパン・ボウル2009でアメリカンフットボール日本代表に初選出、2011年の第4回アメリカンフットボール・ワールドカップにも出場した。
同年からXリーグのオービックシーガルズに所属する。CENTRALディビジョン新人賞、JAPAN X BOWL MVP受賞。2012年、CENTRALディビジョン最優秀選手、オールXリーグ選出。2013年、Xリーグ最優秀選手、オールXリーグ選出。2014年はWRとリターナーの2ポジションで、2016, 2017年はリターナーとしてオールXリーグ選出。オールXリーグ選出は通算6回。2012, 2014年パールボウルMVP。2015年の第5回アメリカンフットボール・ワールドカップでは日本代表チームの主将を務めた。2023年2月3日に現役引退を自身のTwitter上で表明した。

## 甲子園ボウルでのエピソード
大学3年次の甲子園ボウルに出場時、前半にタッチダウンを決めた後、喜びの余り、先輩が銃を撃つ真似をし、撃たれる役のパフォーマンスを行い、アンスポーツマンライク・コンダクト（非スポーツマン行為）の反則を取られた。さらには古橋由一郎ヘッドコーチにも叱られ（胸ぐらをつかまれ、その場で正座させられたという）、ペナルティとして、その試合の以降の出場機会を与えられずに終わったという。本人は「この試合は壮絶に怒られた記憶だけしかない」とコメントしていた。

## スポーツマンNo.1決定戦
第13回プロスポーツマン大会（2007年1月1日放送）
プロアメフト界から唯一の参戦。BEACH FLAGSは初出場でいきなり決勝まで進出するも、決勝で池谷直樹に敗れた。BURN OUT GUYSは暫定トップをキープしていた池谷の記録55秒26を超える54秒11の世界新記録を樹立し種目別No.1を獲得。MONSTER BOXは17段、25で決勝進出。POWER FORCEは1回戦で190cm 91kgのポール・アンソニー・テレックに僅か3秒で勝負をつけられる。TAIL IMPOSSIBLEは第1レース敗退に終わるも、SHOT-GUN-TOUCHでは13m00cmまでをノーミスでクリアし、13m30cmで1度失敗するも2度目にクリア。世界新記録となる13m70cmをクリアすれば、暫定1位のポール(470P)を5P差で上回る状況の中、失敗に終わり総合2位となった。
第14回プロスポーツマン大会（2008年1月1日放送）
MONSTER BOXで自己記録を下回り、POWER FORCEではポールと再び激突するがまたも敗退。SHOT-GUN-TOUCHでも自己記録を超えられず、総合8位に終わった。
プロスポーツマン大会
| 大会   | 放送日       | 総合順位 |
| ------ | ------------ | -------- |
| 第13回 | 2007年1月1日 | 2位      |
| 第14回 | 2008年1月1日 | 8位      |

## 出演
- 最強の男は誰だ!壮絶筋肉バトル!!スポーツマンNo.1決定戦（2007年1月1日、2008年1月1日、TBS）
- SASUKE（2010年1月1日、TBS）
- ビートたけしのスポーツ大将（2015年3月22日、テレビ朝日[4]）